# Foho Lotan
Der Foho Lotan (kurz Lotan) ist ein Berg in Osttimor mit einer Höhe von 419 m. Er befindet sich im Osten der Aldeia Lotan (Sucos Batugade). Östlich liegt der Berg Foho Aibesi (455 m), nördlich der Taruik Fatuperkasa (296 m) und südwestlich der Taruik Fatubesi (221 m).